# Championnat d'Albanie de football 1953
Navigation
Championnat d'Albanie 1952 Championnat d'Albanie 1954
Le Championnat d'Albanie de football de Kategoria Superiore 1953 est la 14e édition de ce championnat .

## Classement
| Rang | Équipe                                              | Pts | J  | G  | N | P  | Bp | Bc | Diff |
| ---- | --------------------------------------------------- | --- | -- | -- | - | -- | -- | -- | ---- |
| 1    | Dinamo Tirana                                       | 30  | 18 | 14 | 2 | 2  | 41 | 10 | +31  |
| 2    | Partizan Tirana                                     | 29  | 18 | 14 | 1 | 3  | 51 | 16 | +35  |
| 3    | Puna Tirana                                         | 29  | 18 | 14 | 1 | 3  | 47 | 16 | +31  |
| 4    | Puna Shkodër                                        | 24  | 18 | 11 | 2 | 5  | 32 | 19 | +13  |
| 5    | Puna Vlorë                                          | 16  | 18 | 6  | 4 | 8  | 22 | 27 | -5   |
| 6    | Puna Durrës                                         | 14  | 18 | 3  | 8 | 7  | 13 | 18 | -5   |
| 7    | Luftëtari i Shkollës e Oficëreve Enver Hoxha Tirana | 12  | 18 | 5  | 2 | 11 | 18 | 27 | -9   |
| 8    | Puna Korçë                                          | 12  | 18 | 5  | 2 | 11 | 14 | 36 | -22  |
| 9    | Dinamo Durrës                                       | 9   | 18 | 1  | 7 | 10 | 8  | 33 | -25  |
| 10   | Spartaku Pogradec                                   | 5   | 18 | 1  | 2 | 14 | 13 | 57 | -44  |

|  | Champion |
|  | Relégué  |

## Bilan de la saison
| Tableau d'Honneur                 |               |
| Compétition                       | Vainqueur     |
| Championnat d'Albanie de football | Dinamo Tirana |
| Coupe d'Albanie de football       | Dinamo Tirana |

| Promotions et relégations     |                                          |
| Relégués en First Division    | Spartaku Pogradec                        |
| Promus en Kategoria Superiore | Puna Elbasan Spartaku Tirana Puna Kavajë |